# ロールス・ロイス・レイス (2013)
レイス（Wraith ）は、イギリスの自動車メーカーであるロールス・ロイス・モーター・カーズが製造・販売する高級車。

## 概要
「ロールス・ロイス」のブランドがBMWに移るよりも遥か昔の1938年、ロールス・ロイス社はレイスという名の乗用車を製造していたが、第二次世界大戦の影響もあり、1939年には生産が終了した。
2013年、ジュネーヴ・モーターショーにて新型が発表され、実に70年以上の時を経てレイスの名が蘇った。今回は同社が製造・販売するゴーストのクーペ版としてラインナップに加えられた。
「レイス」（Wraith ）とは、「幽霊」「生霊」を意味する語（スコットランド語）である。

## 詳細

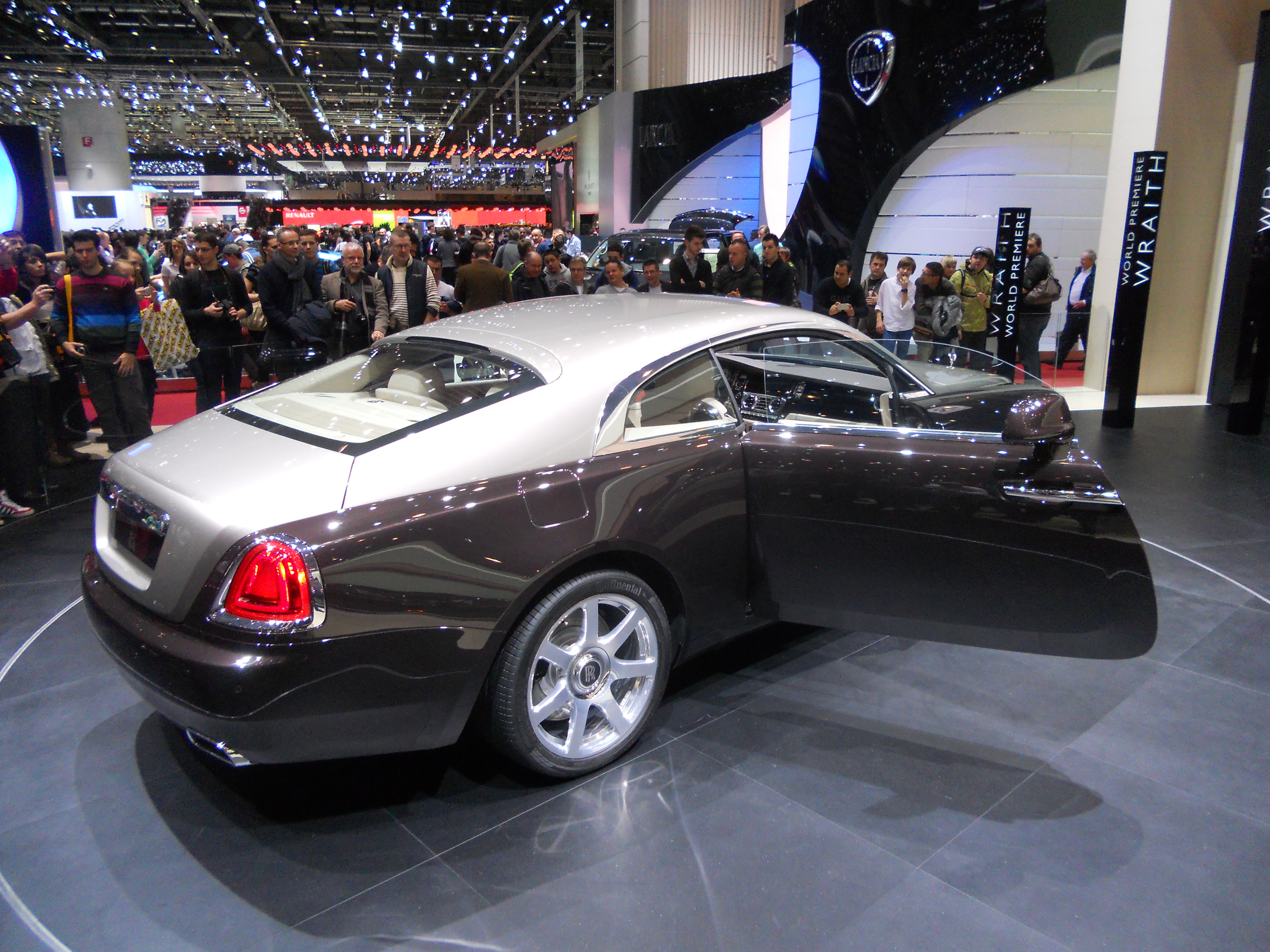
リア、観音開き（コーチドア）

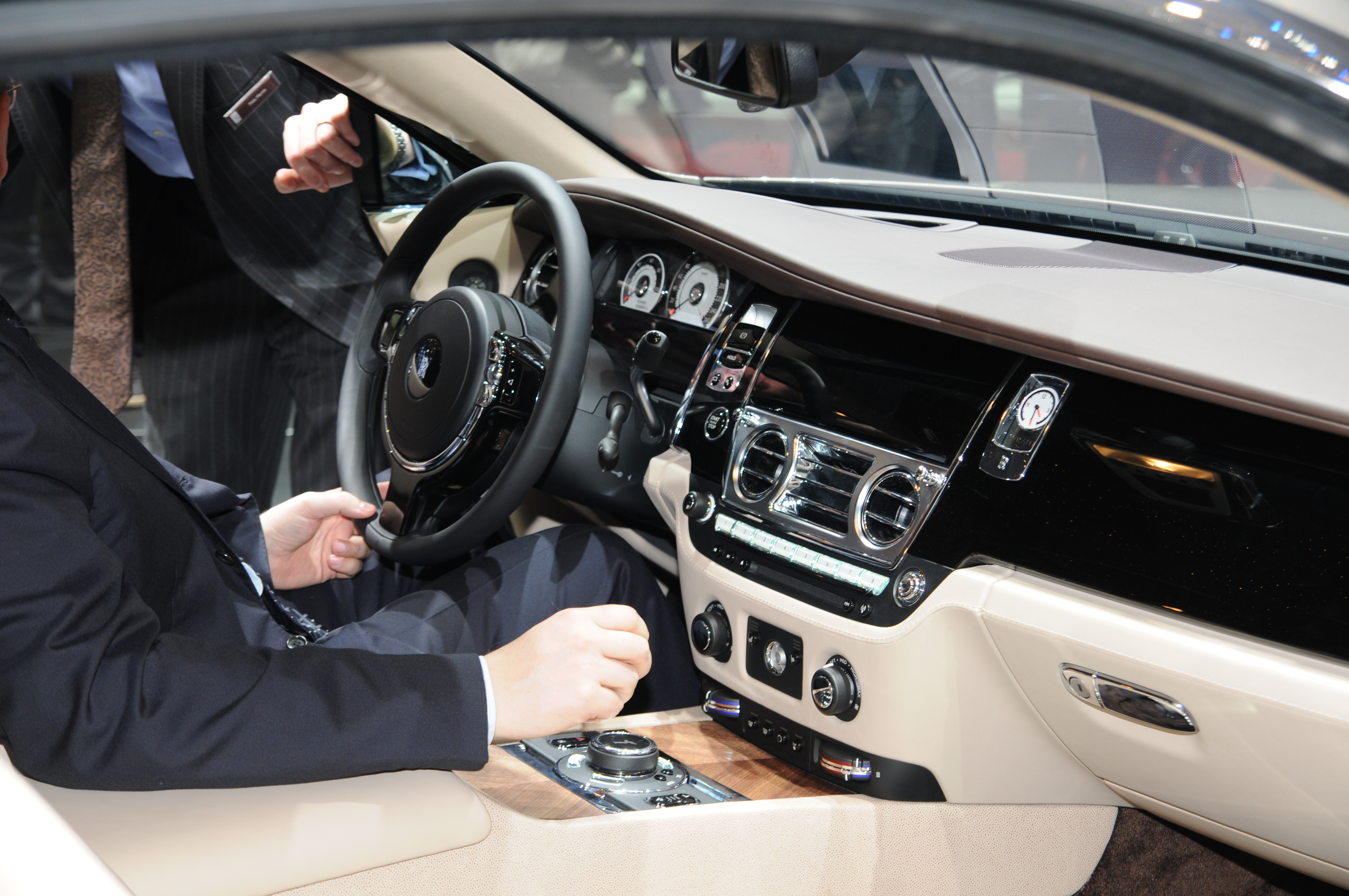
内装

至るところに機能性と職人技を兼ね備えた装備が施されており、ロールス・ロイスの名に恥じない高級感と豪華さを誇る。
エンジン
ゴーストにも搭載される、排気量6.6 LのV型12気筒ツインターボエンジンが搭載されるが、出力やトルク等のスペックはゴーストを上回る。最高出力は632PS、最大トルクは800Nmを発揮し、0 - 100km/h加速は僅か4.6秒である。
最高速度は、リミッター制御により250km/hに抑えられている。
エクステリア
ルーフからトランクまでがなだらかな曲線で構成された、ファストバックのスタイルが採用された2ドアクーペである。大型サルーンであるゴーストがベースとなっているため、全長は5.0m超、全幅は2.0mに迫る。
フロントのデザインはロールス・ロイスの伝統に則り、パルテノン神殿がモチーフとされる縦の大型グリル、ボンネット上に配置されたスピリット・オブ・エクスタシー等が採用されているが、ゴーストとの差別化も図られている。フロントグリルはより深く窪んでおり、スピリット・オブ・エクスタシーもやや傾斜を付け、より前方に配置することでスポーティ感が演出されている。また、2ドアながらヒンジがボディ後方に位置するコーチドアが採用されており、大きなドアの開閉をサポートするため、電動式の開閉アシスタント機能も備わっている。
インテリア
「カナデル・パネリング（キャナデルとも）」と呼ばれる特殊加工が施されたウッドパネルが全体に配されている。天井には、これまでロールス・ロイスの最高級クーペであるファントム・クーペのみに採用されていた、光ファイバーを職人技で組み込んだ「スターライト・ヘッドライナー」と呼ばれる装飾があしらわれ、星空の如き電飾が描き出される（追加装備）。シートを構成するレザーもファントムと同様の上質なものが採用されている。
コンソール部には、スピリット・オブ・エクスタシーのデザインが入った「ロータリー・コントローラー」と呼ばれる機能が配置されているが、これはBMW車に搭載される「iDrive」をベースとし、大幅に改良が加えられた装備である。具体的には「インフォテイメント」「カーナビゲーション」「車両の諸設定の機能」の3機能を有しており、タッチパッドによる操作も可能である。このタッチパッドは、パッド上から画面を操作するだけでなく、ニンテンドーDSのタッチスクリーンのように、任意の文字を書くこともできる。
運転のサポート機能、ほか
GPS機能を活用した「サテライト・エイデッド・トランスミッション（英：Satellite-aided Transmission、SAT）」という装備がある。これは、GPSによって現在地と目的地を把握し、そこにドライバーの運転スタイルを加味した上で、最適なギアを自動で予測・選択するという機能である。
サスペンションはロールを最小限に抑えるように考慮して設計され、ステアリングも高速時（重い）と低速時（軽い）でそれぞれ適正なフィールが得られるように設定されている。

## 日本での販売
2013年4月19日に日本で初披露され、同年の秋から販売開始された。
披露当初の価格は3,195万円とされていたが、現在は3,295万円 - 3,333万円とされている。